# Szereg naprzemienny
Szereg naprzemienny, inaczej przemienny, alternujący bądź znakozmienny – szereg liczbowy, którego wyrazy są na przemian dodatnie i ujemne. Szereg naprzemienny można przedstawić w postaci:
{\displaystyle \pm \sum _{n=1}^{\infty }(-1)^{n}\,a_{n},}
gdzie {\displaystyle a_{n}>0} dla każdego {\displaystyle n.}
Z definicji wynika, że iloczyn dowolnych dwóch sąsiednich wyrazów szeregu jest ujemny.
Kryterium Leibniza orzeka, że szereg naprzemienny, którego ciąg wyrazów {\displaystyle (a_{n})_{n\in \mathbb {N} }} jest nierosnący i zbieżny do 0 jest zbieżny.

## Przykłady
- Szereg Grandiego 1 − 1 + 1 − 1...
- Szereg 1 − 2 + 4 − 8 +... kolejnych potęg liczby 2 z naprzemiennie zmieniającymi się znakami.

## Literatura dodatkowa
- W. Krysicki, K. Włodarski: „Analiza matematyczna w zadaniach”
- Walter Rudin: Podstawy analizy matematycznej. Warszawa: PWN, 1998. ISBN 83-01-02846-7. Brak numerów stron w książce
- Konrad Knopp: „Infinite Sequences and Series”